# شهرستان جورج‌تاون (کارولینای جنوبی)
شهرستان جورج‌تاون، کارولینای جنوبی (به انگلیسی: Georgetown County, South Carolina) یک سکونتگاه مسکونی در ایالات متحده آمریکا است که در کارولینای جنوبی واقع شده‌است.

## خصوصیات
شهرستان جورج‌تاون ۲٬۶۸۰٫۶۵ کیلومترمربع مساحت دارد.